# 小行星4932
小行星4932（英語：4932 Texstapa）是一颗围绕太阳公转的小行星。1984年3月9日，B. A. Skiff在可可尼诺县发现了此天体。
这颗小行星的绝对星等为276.7436158053936等。